# Alemania en los Juegos Olímpicos de Sídney 2000
Alemania estuvo representada en los Juegos Olímpicos de Sídney 2000 por un total de 422 deportistas que compitieron en 29 deportes.
La portadora de la bandera en la ceremonia de apertura fue la piragüista Birgit Fischer.

## Medallistas
El equipo olímpico alemán obtuvo las siguientes medallas:
| Atleta | Deporte               | Competición                 |
| --- | --------------------- | --------------------------- |
| Oro |                       |                             |
| Nils Schumann | Atletismo             | 800 m M                     |
| Heike Drechsler                                                                                                   | Atletismo             | Salto de longitud F         |
| Robert Bartko | Ciclismo en pista     | Persecución ind. M          |
| Robert Bartko Daniel Becke Guido Fulst Jens Lehmann                                                               | Ciclismo en pista     | Persecución por eqs. M      |
| Jan Ullrich | Ciclismo en ruta      | Ruta M                      |
| Otto Becker (Dobels Cento) Ludger Beerbaum (Goldfever 3) Marcus Ehning (For Pleasure) Lars Nieberg (Esprit FRH)   | Hípica                | Saltos por eqs.             |
| Nadine Capellmann (Farbenfroh) Ulla Salzgeber (Rusty) Alexandra Simons de Ridder (Chacomo) Isabell Werth (Gigolo) | Hípica                | Doma por eqs.               |
| Andreas Dittmer                                                                                                   | Piragüismo            | C1 1000 m M                 |
| Birgit Fischer Katrin Wagner                                                                                      | Piragüismo            | K2 500 m F                  |
| Birgit Fischer Manuela Mucke Anett Schuck Katrin Wagner                                                           | Piragüismo            | K4 500 m F                  |
| Thomas Schmidt | Piragüismo en eslalon | K1 M                        |
| Kathrin Boron Jana Thieme                                                                                         | Remo                  | Doble scull (W2X) F         |
| Kerstin Kowalski Meike Evers Manuela Lutze Manja Kowalski                                                         | Remo                  | Cuatro scull (W4X) F        |
| Plata |                       |                             |
| Lars Riedel | Atletismo             | Disco M                     |
| Stefan Nimke | Ciclismo en pista     | 1000 m contrarreloj M       |
| Jens Lehmann | Ciclismo en pista     | Persecución ind. M          |
| Jan Ullrich | Ciclismo en ruta      | Contrarreloj M              |
| Hanka Kupfernagel                                                                                                 | Ciclismo en ruta      | Ruta F                      |
| Ralf Bissdorf | Esgrima               | Florete ind. M              |
| Rita König | Esgrima               | Florete ind. F              |
| Marc Huster | Halterofilia          | 85 kg M                     |
| Ronny Weller | Halterofilia          | +105 kg M                   |
| Isabell Werth (Gigolo)                                                                                            | Hípica                | Doma ind.                   |
| Björn Bach Jan Schäfer Stefan Ulm Mark Zabel                                                                      | Piragüismo            | K4 1000 m M                 |
| Claudia Blasberg Valerie Viehoff                                                                                  | Remo                  | Doble scull ligero (LW2X) F |
| Faissal Ebnoutalib                                                                                                | Taekwondo             | –80 kg M                    |
| Tommy Haas | Tenis                 | Individual M                |
| Stephan Vuckovic                                                                                                  | Triatlón              | Individual M                |
| Gunnar Bahr Ingo Borkowski Jochen Schümann                                                                        | Vela                  | Soling M                    |
| Amelie Lux | Vela                  | Mistral F                   |
| Bronce |                       |                             |
| Astrid Kumbernuss                                                                                                 | Atletismo             | Peso F                      |
| Kirsten Münchow                                                                                                   | Atletismo             | Martillo F                  |
| Sebastian Kober                                                                                                   | Boxeo                 | Pesado (91 kg) M            |
| Jens Fiedler | Ciclismo en pista     | Velocidad M                 |
| Jens Fiedler | Ciclismo en pista     | Keirin M                    |
| Andreas Klöden | Ciclismo en ruta      | Ruta M                      |
| Wiradech Kothny                                                                                                   | Esgrima               | Sable ind. M                |
| Dennis Bauer Wiradech Kothny Eero Lehmann Alexander Weber                                                         | Esgrima               | Sable por eqs. M            |
| Sabine Bau Rita König Monika Weber                                                                                | Esgrima               | Florete por eqs. F          |
| Equipo | Fútbol                | Torneo F                    |
| Ulla Salzgeber (Rusty)                                                                                            | Hípica                | Doma ind.                   |
| Anna-Maria Gradante                                                                                               | Judo                  | –48 kg F                    |
| Stev Theloke | Natación              | 100 m espalda M             |
| Jens Kruppa Thomas Rupprath Torsten Spanneberg Stev Theloke                                                       | Natación              | 4 × 100 m estilos M         |
| Antje Buschschulte Sara Harstick Kerstin Kielgass Franziska van Almsick                                           | Natación              | 4 × 200 m libre F           |
| Ronald Rauhe Tim Wieskötter                                                                                       | Piragüismo            | K2 500 m M                  |
| Andreas Dittmer                                                                                                   | Piragüismo            | C1 500 m M                  |
| Lars Kober Stefan Uteß                                                                                            | Piragüismo            | C2 1000 m M                 |
| Marcel Hacker | Remo                  | Scull ind. (M1X) M          |
| Katrin Rutschow-Stomporowski                                                                                      | Remo                  | Scull ind. (W1X) F          |
| Marco Geisler Andreas Hajek Stephan Volkert André Willms                                                          | Remo                  | Cuatro scull (W4X) M        |
| Dörte Lindner | Saltos                | Trampolín 3 m F             |
| Jan Hempel Heiko Meyer                                                                                            | Saltos                | Plataforma 10 m sincro. M   |
| Cornelia Pfohl Barbara Mensing Sandra Sachse                                                                      | Tiro con arco         | Equipo F                    |
| Roland Gäbler Rene Schwall                                                                                        | Vela                  | Tornado M                   |
| Jörg Ahmann Axel Hager                                                                                            | Vóley playa           | Torneo M                    |